# India's Next Top Model (mùa 4)
India's Next Top Model, Mùa 4  là mùa thứ tư của India's Next Top Model. Chương trình được chiếu trên MTV India vào ngày 6 tháng 10 năm 2018. Malaika Arora, Dabboo Ratnani, Milind Soman và cố vấn Anusha Dandekar & Neeraj Gaba đều quay lại cho mùa giải này.
Chương trình lần đầu tiên có điểm đến quốc tế là Singapore dành cho top 5.
Người chiến thắng trong cuộc thi mùa này là Urvi Shetty, 22 tuổi từ Mumbai. Cô nhận được:
- 1 hợp đồng người mẫu với Exceed Entertainment trong 1 năm
- 1 hợp đồng với Viacom 18 trong 1 năm
- 1 buổi chụp hình với Dabboo Ratnani để tạo dựng hồ sơ người mẫu
- 1 chuyến đi 6 ngày tới Hồng Kông tài trợ bởi Dream Cruises
- 1 thẻ thành viên VIP Golds Gym trị giá 100.000Rs
- 1 gói quà tặng của Livon Serum
- 1 phiếu voucher từ Biguine

## Các thí sinh
| Thí sinh           | Tuổi | Chiều cao               | Quê quán         | Bị loại ở | Hạng  |
| ------------------ | ---- | ----------------------- | ---------------- | --------- | ----- |
| Rhea Bari          | 22   | 1,74 m (5 ft 8+1⁄2 in)  | Orissa           | Tập 2     | 12    |
| Aishwarya Jagtap   | 21   | 1,79 m (5 ft 10+1⁄2 in) | Nashik           | Tập 3     | 11-10 |
| Shefali Sharma     | 22   | 1,74 m (5 ft 8+1⁄2 in)  | Himachal Pradesh | Tập 3     | 11-10 |
| Shalu Ojha         | 20   | 1,72 m (5 ft 7+1⁄2 in)  | Vadodara         | Tập 4     | 9     |
| Malaica Kokane     | 20   | 1,90 m (6 ft 3 in)      | Mumbai           | Tập 6     | 8     |
| Aasma Qureshi      | 26   | 1,75 m (5 ft 9 in)      | Mumbai           | Tập 7     | 7     |
| Riya Bhattacherjee | 23   | 1,73 m (5 ft 8 in)      | Kolkata          | Tập 8     | 6     |
| Kat Kristian       | 21   | 1,71 m (5 ft 7+1⁄2 in)  | Assam            | Tập 9     | 5     |
| Tamanna Sharma     | 23   | 1,75 m (5 ft 9 in)      | Jaipur           | Tập 9     | 4     |
| Rushali Yadav      | 20   | 1,76 m (5 ft 9+1⁄2 in)  | Ajmer            | Tập 10    | 3     |
| Nisha Yadav        | 24   | 1,78 m (5 ft 10 in)     | Jaipur           | Tập 10    | 2     |
| Urvi Shetty        | 22   | 1,73 m (5 ft 8 in)      | Mumbai           | Tập 10    | 1     |

## Các tập

### Tập 1: First day, first challenge!
Khởi chiếu: 6 tháng 10 năm 2018
23 thí sinh bán kết được đưa tới một khu bỏ hoang để bắt đầu cuộc thi. Họ được gặp ban giám khảo và khách mời đặc biệt là diễn viên Ayushmann Khurrana, trước khi Malaika đã gây sốc cho các cô gái khi biết được là top 5 của mùa giải này sẽ được đi tới Singapore. Sau đó, họ đã phải tự bắt cặp với nhau cho thử thách đầu tiên là một buổi trình diễn thời trang trong áo tắm và kết quả là chỉ có 16 cô gái vượt qua được thử thách.
Ngày hôm sau, 16 cô gái còn lại đã có một buổi phỏng vấn với ban giám khảo và trong buổi phỏng vấn, Nisha là người đã gây cho ban giám khảo nhiều ấn tượng nhất nên cô đã chọn là thí sinh đầu tiên được bước vào cuộc thi. Kết quả là 10 thí sinh nữa đã được chọn và tổng cộng là 11 cô gái sẽ được bước vào cuộc thi.
- Khách mời đặc biệt: Ayushmann Khurrana

### Tập 2: Lights, camera... Fire it up!
Khởi chiếu: 13 tháng 10 năm 2018
11 cô gái được di chuyển tới ngôi nhà chung của mình. Sau đó, các cô gái được gặp Anusha cho thử thách chụp hình hóa thân thành nàng tiên cá, trong khi họ sẽ phải tạo dáng dưới nước. Sau khi buổi chụp hình kết thúc, Neeraj đến gặp các cô gái để cho họ xem bức hình của họ trước khi yêu cầu từng người phải ghi tên người thể hiện tệ nhất trong thử thách này và Aasma & Aishwarya là 2 người được ghi nhiều nhất với 3 phiếu mỗi người, trong khi Tamanna chiến thắng thử thách.
Ngày hôm sau, họ đã có buổi chụp hình đầu tiên trong phong cách vũ nữ, trong khi họ sẽ được tạo dáng chung với giám khảo Milind bên trong một chiếc vòng xoáy đang cháy lửa. Nhưng Tamanna sẽ được lợi thế là 2 cô gái sẽ bị bịt mắt trong buổi chụp hình của mình vì giành chiến thắng thử thách ngày hôm qua, và kết quả là Nisha & Urvi đã bị chọn. Vào buổi đánh giá ngày tiếp theo, Urvi được gọi tên đầu tiên còn Rhea là thí sinh đầu tiên bị loại.
- Nhiếp ảnh gia: Dabboo Ratnani
- Khách mời đặc biệt: Shweta Desai

### Tập 3: Zorbing the runway!
Khởi chiếu: 20 tháng 10 năm 2018
10 cô gái còn lại đã có một buổi học catwalk với người mẫu Alesia Raut, trước khi họ được gặp khách mời đặc biệt là diễn viên Karan Kundra có thử thách trình diễn thời trang trong áo tắm. Nhưng lần này họ sẽ phải đi bên trong một chiếc lồng trong suốt hình cầu và phải đi trên sàn diễn nhỏ nổi trên mặt nước. Kết quả là Rushali chiến thắng thử thách và trước khi thử thách bắt đầu, các cô gái được yêu cầu họ phải ghi tên người sẽ làm tốt nhất trong thử thách, và Aasma là người được ghi nhiều nhất. Ngày hôm sau, họ được đưa tới vườn cây Plant People cho buổi chụp hình tiếp theo hóa thân thành nữ thần, trong khi họ sẽ được bắt cặp với nhau và phải tạo dáng cùng với 2 con trăn bên trong một chiếc lồng chim khổng lồ. Nhưng Aasma & Rushali sẽ được lợi thế là họ được tự chọn người mà mình muốn chụp hình chung vì giành chiến thắng thử thách ngày hôm qua.
Vào buổi đánh giá ngày tiếp theo với sự xuất hiện của giám khảo khách mời là Dino Morea, Malaika đã thông báo cho Aasma và Rushali rằng là một trong hai cặp sẽ được miễn loại tuần này dựa vào buổi chụp hình lần trước, và Aasma cùng với người được bắt cặp Tamanna là 2 người được an toàn đầu tiên. Kết quả là Malaica & Shalu được gọi tên đầu tiên còn Aishwarya và Shefali là 2 thí sinh tiếp theo bị loại. Sau khi buổi loại trừ kết thúc, ban giám khảo đã giới thiệu cho 9 cô gái còn lại một thí sinh nữa sẽ được tham gia vào cuộc thi, Kat.
- Nhiếp ảnh gia: Kunal Gupta
- Khách mời đặc biệt: Alesia Raut, Karan Kundra, Dino Morea

### Tập 4: Overcome your fear!
Khởi chiếu: 27 tháng 10 năm 2018
9 cô gái còn lại đã có một buổi thư giãn tại hồ bơi. Sau đó, họ được đưa tới học viện làm tóc và trang điểm Daniel Bauer để nhận diện mạo mới của mình, trước khi họ được phép gọi điện thoại cho người thân.
Ngày hôm sau, họ đã có thử thách loại trừ là một buổi trình diễn thời trang trong trang phục sặc sỡ cho Maybelline, trong khi họ sẽ phải đi trên sàn diễn được treo trên không trung. Vào buổi đánh giá ngày tiếp theo, Kat là người có phần thể hiện tốt nhất còn Shalu là thí sinh tiếp theo bị loại.
- Khách mời đặc biệt: Daniel Bauer

### Tập 5: Test your chemistry!
Khởi chiếu: 3 tháng 11 năm 2018
8 cô gái còn lại đã có một ngày giải trí cùng với 8 chàng trai đến từ những chương trình truyền hình thực tế khác nhau. Sau đó, họ đã có thử thách chụp hình theo phong cách Disco 82 theo cặp cho Maybelline, trong khi họ sẽ phải tạo dáng trên một quả cầu disco khổng lồ đang đung đưa trên không. Nhưng trước đó, các cô gái sẽ phải ghi tên để chọn chàng trai mà họ sẽ tạo dáng chung trong buổi chụp hình. Kết quả là Urvi chiến thắng thử thách nên sẽ nhận được một bộ mỹ phẩm từ Maybelline, cùng với một lợi thế sắp tới trong cuộc thi.
- Khách mời đặc biệt: Aviral Gupta, Chetan Titre, Kashish Thakur, Lalit Chaudhary, Mohit Duseja, Navi Arora, Nishkarsh Arora, Rizwan Sikander

### Tập 6: A spinning pose!
Khởi chiếu: 10 tháng 11 năm 2018
Đây là phần tiếp theo của tập 5. 8 cô gái còn lại đã được Urvi bắt cặp với nhau cho buổi chụp hình sắp tới vì giành chiến thắng thử thách trước đó. Sau đó, họ đã có buổi chụp hình tiếp theo cho Livon Serum, lần này họ sẽ phải tạo dáng theo cặp bên trong một bánh xe quay và nó sẽ quay vòng. Vào buổi đánh giá ngày hôm sau, Rushali được gọi tên đầu tiên nên cô sẽ được xuất hiện trong chiến dịch quảng cáo cho Livon Serum, còn Malaica là thí sinh tiếp theo bị loại.
- Nhiếp ảnh gia: Ashish Gurbani
- Khách mời đặc biệt: Minakshi Handa

### Tập 7: Sunny and the dancing divas!
Khởi chiếu: 17 tháng 11 năm 2018
7 cô gái còn lại được đưa tới một khu công trình cho buổi chụp hình tiếp theo theo phong cách nữ điệp viên, họ phải tỏ ra mình là một nữ điệp viên trong khi nhảy từ trên tầng cao nhất của công trình xuống đầu của một chiếc xe đang tiến tới họ. Ngày hôm sau, các cô gái đã phải tự nghĩ và tự luyện tập biên đạo bài múa Bollywood của mình cho thử thách sắp tới.
Vào buổi đánh giá với sự xuất hiện của giám khảo khách mời là Sunny Leone, các thí sinh đã có thử thách múa Bollywood trong phòng đánh giá. Kết quả là Urvi được gọi tên đầu tiên vì giành chiến thắng thử thách múa Bollywood nên sẽ nhận được một bộ mỹ phẩm từ Maybelline, tiếp đến là Kat và cô chính là người có tấm hình đẹp nhất nên cũng sẽ nhận được một bộ mỹ phẩm từ Maybelline, còn Aasma là thí sinh tiếp theo bị loại.
- Nhiếp ảnh gia: Kevin Nunes
- Khách mời đặc biệt: Sunny Leone

### Tập 8: Fight for the top 5!
Khởi chiếu: 24 tháng 11 năm 2018
6 cô gái còn lại được gặp Anusha tại cửa hàng thời trang Forever 21 và cô đã hỏi họ phải nêu tên người nên bị loại tiếp theo, kết quả là Nisha & Riya là 2 người được chọn nhiều nhất. Sau đó, Nisha & Riya phải tự chọn đội 3 người cho mình cho thử thách phối đồ theo phong cách cá nhân trong 10 phút, và sau khi phối đồ xong thì cả đội ngay lập tức phải đứng trên bục trước cửa kính cho buổi chụp hình hóa thân thành manơcanh trong cửa hàng. Nisha, Tamanna & Urvi là đội làm tốt nhất nên sẽ bước vào thử thách trình diễn thời trang trên thang cuốn trong khi có 5 phút để phối cho mình bộ đồ khác. Kết quả là Urvi chiến thắng thử thách và nhận được một phiếu quà tặng từ Forever 21.
Ngày hôm sau, họ đã có một buổi quay quảng cáo cho Livon Serum, lần này họ đã được bắt cặp với nhau và sẽ phải tự viết kịch bản cũng như là tự chỉ đạo lẫn nhau. Vào buổi đánh giá ngày tiếp theo với sự xuất hiện của giám khảo khách mời là Nitya Pant, Kat được gọi tên đầu tiên còn Riya là thí sinh tiếp theo bị loại.
- Khách mời đặc biệt: Priyank Nandwana, Kainaz Karmakar, Nitya Pant

### Tập 9: Ssshhh... the party's getting clicked!
Khởi chiếu: 1 tháng 12 năm 2018
5 cô gái còn lại được đưa tới Singapore và sau đó được di chuyển tới du thuyền Dream Cruises. Sau khi họ đã nhận phòng xong, các cô gái đã có một bữa tiệc bọt bong bóng tại Zouk Beach Club. Sau khi bữa tiệc kết thúc, Anusha & Neeraj đến gặp họ và thông báo rằng là ngày mai họ sẽ có buổi loại trừ tiếp theo, vì trong khi bữa tiệc diễn ra thì các cô gái đã bị chụp lén. Ngày hôm sau, họ đã có buổi loại trừ tiếp theo dựa trên những tấm hình được chụp trong bữa tiệc ngày hôm qua, kết quả là Nisha được gọi tên đầu tiên còn Kat là thí sinh tiếp theo  bị loại.
4 cô gái còn lại sau đó đã có thử thách loại trừ là một buổi trình diễn thời trang trên du thuyền, khi họ sẽ phải trình diễn thời trang trong 3 bộ trang phục: sari, áo tắm và thiết kế haute couture. Nhưng trước đó, họ đã có một buổi diễn tập với Neeraj. Vào buổi đánh giá với sự xuất hiện của giám khảo khách mời là Daniel Bauer, Nisha được gọi tên đầu tiên còn Tamanna là thí sinh tiếp theo bị loại.
- Khách mời đặc biệt: Daniel Bauer, Piyush Malhotra

### Tập 10: One final walk down the ramp!
Khởi chiếu: 8 tháng 12 năm 2018
3 cô gái còn lại đã có buổi chụp hình cuối cùng trong áo tắm ở hồ bơi du thuyền, trong khi lần này họ sẽ được tạo dáng cùng với Malaika. Nhưng Nisha sẽ được lợi thế là cô sẽ được xem Rushali & Urvi thực hiện buổi chụp hình trước rồi mới tới lượt mình. Sau đó, họ đã có buổi trình diễn thời trang cuối cùng trong thiết kế của nhà thiết kế Swapnil Shinde tại rạp hát Zodiac. Vào buổi đánh giá cuối cùng, Rushali là người đầu tiên bị loại, Nisha trở thành á quân còn Urvi trở thành quán quân thứ tư của India's Next Top Model.
- Nhiếp ảnh gia: Dabboo Ratnani
- Khách mời đặc biệt: Daniel Bauer

### Tập 11: Recap
Khởi chiếu: 15 tháng 12 năm 2018
Đây là tập ghi lại khoảnh khắc từ đầu cuộc thi.

## Thứ tự gọi tên
| 1  | Nisha     | Urvi      | Aasma Tamanna     | Kat     | Rushali | Urvi    | Kat     | Nisha   | Nisha   | Urvi    |  |  |  |  |  |  |  |
| 2  | Tamanna   | Nisha     | Aasma Tamanna     | Urvi    | Kat     | Kat     | Urvi    | Tamanna | Rushali | Nisha   |  |  |  |  |  |  |  |
| 3  | Malaica   | Malaica   | Malaica Shalu     | Rushali | Riya    | Tamanna | Nisha   | Rushali | Urvi    | Rushali |  |  |  |  |  |  |  |
| 4  | Shalu     | Aasma     | Malaica Shalu     | Tamanna | Tamanna | Rushali | Rushali | Urvi    | Tamanna |         |  |  |  |  |  |  |  |
| 5  | Riya      | Tamanna   | Nisha Riya        | Aasma   | Urvi    | Nisha   | Tamanna | Kat     |         |         |  |  |  |  |  |  |  |
| 6  | Aishwarya | Rushali   | Nisha Riya        | Riya    | Aasma   | Riya    | Riya    |         |         |         |  |  |  |  |  |  |  |
| 7  | Shefali   | Shalu     | Rushali Urvi      | Nisha   | Nisha   | Aasma   |         |         |         |         |  |  |  |  |  |  |  |
| 8  | Rhea      | Riya      | Rushali Urvi      | Malaica | Malaica |         |         |         |         |         |  |  |  |  |  |  |  |
| 9  | Urvi      | Shefali   | Aishwarya Shefali | Shalu   |         |         |         |         |         |         |  |  |  |  |  |  |  |
| 10 | Rushali   | Aishwarya | Aishwarya Shefali |         |         |         |         |         |         |         |  |  |  |  |  |  |  |
| 11 | Aasma     | Rhea      |                   |         |         |         |         |         |         |         |  |  |  |  |  |  |  |

     Thí sinh bị loại
     Thí sinh được miễn loại
     Thí sinh bị loại trước buổi đánh giá
     Thí sinh chiến thắng cuộc thi
- Tập 1 là tập casting. Nisha đã được ban giám khảo chọn ngay tại vòng phỏng vấn với ban giám khảo.
- Trong tập 3, Aasma & Tamanna được miễn loại vì có màn thể hiện tốt nhất trong buổi chụp hình. Các thí sinh được đánh giá và được gọi tên theo cặp. Sau khi Aishwarya & Shefali bị loại, Malaika thông báo với các thí sinh còn lại là sẽ có thêm 1 thí sinh nữa là Kat sẽ tham gia vào cuộc thi
- Tập 5 là phần 1 của tập đó và phần còn lại sẽ được chiếu ở tập 6.
- Trong tập 9, Kat bị loại khỏi cuộc thi sau khi có phần thể hiện kém nhất trong thử thách.
- Tập 11 là tập ghi lại khoảnh khắc từ đầu cuộc thi

### Thử thách
Buổi chụp hình
- Tập 2: Vũ nữ Bollywood trong vòng lửa với Milind Soman
- Tập 3: Nữ thần với rắn trong lồng chim khổng lồ theo cặp
- Tập 6: Tạo dáng bên trong vòng xoay theo cặp cho Livon Serum
- Tập 7: Điệp viên trên nóc xe sau khi bay khỏi tòa nhà phát nổ
- Tập 8: Quảng cáo cho Livon Serum
- Tập 10: Áo tắm ở hồ bơi với Malaika Arora

Trình diễn thời trang
- Tập 4: Trong trang phục sặc sỡ trên không trung cho Maybelline
- Tập 9: Trên du thuyền trong 3 bộ thiết kế
- Tập 10: Trong thiết kế của nhà thiết kế Swapnil Shinde

### Diện mạo mới
- Aasma: Cắt ngắn 1 khúc và thêm hightlight nâu ở phần dưới
- Kat: Cắt ngắn 1 khúc và xoăn ở phần dưới
- Malaica: Tóc vẫy sóng với highlight nâu
- Nisha: Cắt đều, thêm hightlight nâu và thêm mái ngố
- Riya: Cắt đều và nhuộm đỏ
- Rushali: Cắt đều và thêm hightlight nâu
- Shalu: Cắt đều
- Tamanna: Cắt đều, nhuộm đen và thêm mái ngố
- Urvi: Tóc bob